# Castillo y murallas (Vistabella del Maestrazgo)

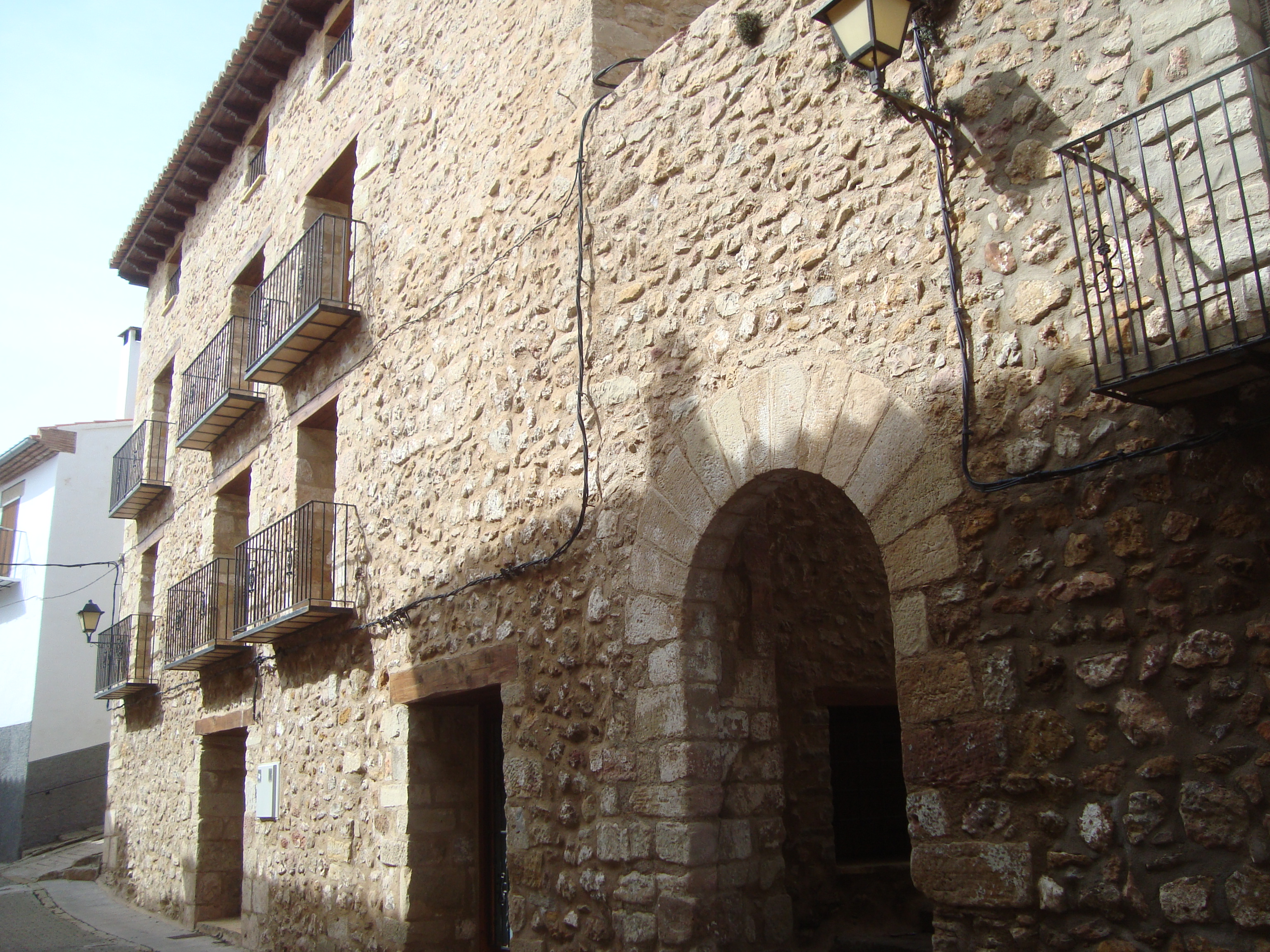
Murallas (Vistabella del Maestrazgo).

El castillo y las murallas de Vistabella del Maestrazgo son unos restos del patrimonio histórico-artístico de esta localidad de la comarca de l'Alcalatén, a laComunidad Valenciana Tienen la consideración de Bien de Interés Cultural desde el año 2010.

## El castillo
Apenas permanecen algunos restos del castillo, después de su derrumbamiento a principios del siglo XX. De origen árabe, esta fortificación defensiva se ubicó en un cerro, situado estratégicamente para defender las tierras del río Montlleó. Aparece citado en 1303, en un documento de la compra de Culla por parte de Guillem de Anglesola. Actualmente en este emplazamiento se encuentra el depósito de agua de Vistabella del Maestrazgo, a la parte noroeste de la población.

## Las murallas
El recinto amurallado de Vistabella se levantó alrededor del castillo y de la villa cristiana de nueva planta, la cual se diseñó alrededor de la calle Mayor, de orientación este-oeste, y las diversas calles que la cruzan en dirección norte-sur. Se construyeron de una sola vez, con mampostería de piedra de la zona, unida con argamasa.
La muralla es exenta a las caras sur y oeste, mientras que al resto queda dentro de la trama urbana actual. Actualmente, las zonas donde mejor se conservan son a la parte norte de la población y a la calle de Calvo Sotelo, donde hay portales.

### Las puertas
Las murallas de la villa tuvieron hasta seis puertas a lo largo de su perímetro: una a cada lado de la calle Mayor:
- Por la Puerta de Ponente llegaban los caminos de Mosquerola, Vilafranca, Puertomingalvo y San Juan de Penyagolosa. Fue destruida a principios del siglo XX, junto el antiguo castillo.
- Por la Puerta del este llegaban los caminos de Culla, Atzeneta del Maestrat y Xodos.

Las otras cuatro se ubicaban a la parte sur y tenían un uso doméstico. Quedan dos, el Portal de San Roque, que conserva un panel de cerámica con la imagen del santo, y el Portal del Horno.